# Ctenuchina
Els Ctenuchina són una subtribu d'arnes de la família Erebidae.

## Taxonomia
Els Ctenuchina es van classificar anteriorment com la subfamília Ctenuchinae de la família Arctiidae. Aquesta subfamília contenia tres tribus: Ctenuchini, Euchromiini (arnes vespa) i Syntomini. La família Arctiidae va ser rebaixada en rang a la subfamília Arctiinae i, en conseqüència, les tres tribus van esdevenir subtribus (amb el sufix -ina). Ctenuchina i Euchromiina van ser reclassificats a la tribu Arctiini, mentre que els Syntomina van ser elevats a la tribu Syntomini.

## Gèneres
Llista separada en funció de les dades del Taxonomicon
- Cisseps
- Ctenucha
- Dahana

Assignat a la subfamília Arctiinae. No assignat a una tribu
- Belemniastis
- Eunomia
- Isia

Assignat a la tribu Arctiini. No assignat a una subtribu
- Belemnia